# Blaikfjället
Blaikfjället är en ca 60 km lång platå mellan Malgomajs och Ormsjöns dalgångar i Dorotea och Vilhelmina kommuner i Västerbottens län. Högsta punkten är Klinkhöjden, 724 m ö.h. På platån finns 30 000 hektar myr, vilket är Sveriges största sammanhängande myrkomplex söder om Sjaunja. Fågellivet är mycket rikt med arter som skogsgås, trana, myrsnäppa och dvärgbeckasin. Det finns också gott om hjortron. På fastmarksområden finns urskogsartade skogar, särskilt granskogar.
Blaikfjällets naturreservat bildades 1988 och är 34 100 hektar stort. Blaikfjällets naturreservat och delar av Gitsfjällets naturreservat föreslås bli nationalpark. Efter en utredning tog Naturvårdsverket med Blaikfjället i sin nationalparksplan 2008. Lokala jägare har uttryckt motstånd mot planerna. Diskussionen om ett bildande av nationalpark aktualiserades 2013. Området är sedan 31 januari 2013 med på Ramsarlistan.